# Giro di Lombardia 2007
Il Giro di Lombardia 2007, centounesima edizione della "classica delle foglie morte", si è disputato il 20 ottobre 2007 per un percorso di 242 km. È stato vinto da Damiano Cunego, che ha concluso la corsa in 5h52'58" alla media di 41,16 km/h.
Al traguardo di Como 104 ciclisti hanno concluso la gara.

## Squadre partecipanti
| N.      | Cod. | Squadra                    |
| ------- | ---- | -------------------------- |
| 1-8     | QSI  | Quick Step-Innergetic      |
| 11-18   | ASA  | Acqua & Sapone             |
| 21-28   | A2R  | AG2R Prévoyance            |
| 31-38   | BAR  | Barloworld                 |
| 41-48   | BTL  | Bouygues Télécom           |
| 51-58   | GCE  | Caisse d'Epargne           |
| 61-68   | PAN  | Ceramiche Panaria-Navigare |
| 71-78   | COF  | Cofidis                    |
| 81-88   | C.A  | Crédit Agricole            |
| 91-98   | DSC  | Discovery Channel          |
| 101-108 | EUS  | Euskaltel-Euskadi          |
| 111-115 | FDJ  | Française des Jeux         |

| N.      | Cod. | Squadra                |
| ------- | ---- | ---------------------- |
| 121-128 | GST  | Gerolsteiner           |
| 131-138 | LAM  | Lampre-Fondital        |
| 141-148 | LIQ  | Liquigas               |
| 151-158 | PRL  | Predictor-Lotto        |
| 161-168 | RAB  | Rabobank               |
| 171-178 | SDV  | Saunier Duval-Prodir   |
| 181-188 | CLM  | Serramenti PVC         |
| 191-198 | CSC  | Team CSC               |
| 201-208 | LPR  | LPR                    |
| 211-217 | MRM  | Team Milram            |
| 221-228 | TEN  | Tenax-Salmilano        |
| 231-238 | TCS  | Tinkoff Credit Systems |

## Ordine d'arrivo (Top 10)
| Pos. | Corridore          | Squadra       | Tempo    |
| ---- | ------------------ | ------------- | -------- |
| 1    | Damiano Cunego     | Lampre        | 5h52'58" |
| 2    | Riccardo Riccò     | Saunier Duval | s.t.     |
| 3    | Samuel Sánchez     | Euskaltel     | a 10"    |
| 4    | Andy Schleck       | Team CSC      | s.t.     |
| 5    | Davide Rebellin    | Gerolsteiner  | s.t.     |
| 6    | Cadel Evans        | Predictor     | s.t.     |
| 7    | Luca Mazzanti      | Cer. Panaria  | s.t.     |
| 8    | Thomas Dekker      | Rabobank      | s.t.     |
| 9    | Giovanni Visconti  | Quick Step    | a 16"    |
| 10   | Christopher Horner | Predictor     | s.t.     |